# Aedes varuae
Aedes varuae är en tvåvingeart som beskrevs av John Nicholas Belkin 1962. Aedes varuae ingår i släktet Aedes och familjen stickmyggor. Inga underarter finns listade i Catalogue of Life.